# Hesperotettix coloradensis
Hesperotettix coloradensis är en insektsart som beskrevs av Bruner, L. 1904. Hesperotettix coloradensis ingår i släktet Hesperotettix och familjen gräshoppor. Inga underarter finns listade i Catalogue of Life.